# Tetragenococcus
Genre
Les tétragénocoques (Tetragenococcus) forment un genre de bactéries de la famille des Enterococcaceae, à Gram positif, catalases négatives et oxydases négatives.
Le genre Tetragenococcus a été créé en 1990 par Collins et ses collaborateurs. Sur la base d'une analyse phylogénétique, ces auteurs ont assigné à l'espèce halophile (supportant de forte concentration de sel) Pediococcus halophilus le nouveau genre Tetragenococcus.
Étymologie : le terme tetragenococcus a été créé à partir du préfixe grec tetra τετρα « quatre », du latin genero « engendrer » (emprunté au grec γενος « naissance »), du latin coccum « kermès »  (du grec κοκκος « graine ») soit  morphologiquement « coque engendrant des tétrades ».

## Description
Les Tetragenococcus ont été déplacées de la famille des Lactobacillaceae vers celles des Enterococcaceae.
La division cellulaire s'effectue suivant deux plans perpendiculaires donnant naissance ainsi à une tétrade d'où le nom de genre Tetragenococcus.
Les tétragénocoques se distinguent des pédiocoques (et des autres bactéries lactiques) par leur grande tolérance au sel (croissance à plus de 18 % de NaCl). On les considère comme légèrement halophiles et fortement halotolérants.
À la différence de la majorité des bactéries lactiques, le pH optimal pour la croissance des tétragénocoques se trouvent entre 7 et 9.
| Caractères spécifiques des Pediococcus et des Tetragenococcus, d'après Dworkin. |             |                 |
| Caractères                                                                      | Pediococcus | Tetragenococcus |
| Croissance à pH 5                                                               | +           | -               |
| Croissance à pH 9                                                               | -           | +               |
| Tolérance de croissance pour 18 % de NaCl                                       | -           | +               |

Les Tetragenococci croissent sous des conditions atmosphériques différentes, allant de l'aérobie à la micro-aérobie et l'anaérobie. La plupart d'entre elles ne croissent pas dans les milieux synthétiques standard des bactéries lactiques comme la gélose MRS (De Man, Rogosa & Sharpe) mais réclament la glycine bétaïne et la carnitine comme facteur de croissance ou l'addition de sel NaCL. Tous les tétragénocoques décrits croissent sur la gélose tryptone soja (TSA) à 30 °C.

## Espèces du genreTetragenococcus
D'après Justé et al. (chap 16 de Holzapfel et Wood, 2013) et NCBI :
- Tetragenococcus halophilus Collins et al., 1990
- Tetragenococcus muriaticus Satomi et al., 1997
- Tetragenococcus solitarius Ennahar, Cai, 2005
- Tetragenococcus koreensis Lee et al., 2005
- Tetragenococcus osmophilus Justé et al., 2012

## Habitat
Les espèces T. halophilus, T. muriaticus, T. koreensis ont été isolées dans des milieux riches en sel, comme les produits alimentaires fermentés. Par ailleurs, T. solitarius a été isolé dans les sécrétions d'oreilles et T. osmophilus a été trouvé dans du jus concentré de sucre, un intermédiaire dans la production de sucre de betteraves. T. halophilus et T. muriaticus ont été isolés dans des milieux riches en sucre.